# La Mòta de Mont-ravèl
La Mòta de Mont Ravèl (en francès Lamothe-Montravel) és un municipi francès situat al departament de la Dordonya i a la regió de la Nova Aquitània.

## Demografia
| 1962                                       | 1968 | 1975 | 1982 | 1990  | 1999  | 2007  |
| ------------------------------------------ | ---- | ---- | ---- | ----- | ----- | ----- |
| 894                                        | 914  | 896  | 950  | 1.093 | 1.146 | 1.307 |
| Des de 1962: població sense dobles comptes |      |      |      |       |       |       |

## Administració
| Període   | Identitat           | Partit |
| --------- | ------------------- | ------ |
| 2001-2005 | Jacques Capette     |        |
| 2005-     | Jean-Claude Maillat |        |